# Chiesa di Sant'Agata (Besenello)
La chiesa di Sant'Agata è la chiesa parrocchiale di Besenello, in Trentino. Fa parte della zona pastorale della Vallagarina e risale al XIII secolo.

## Storia

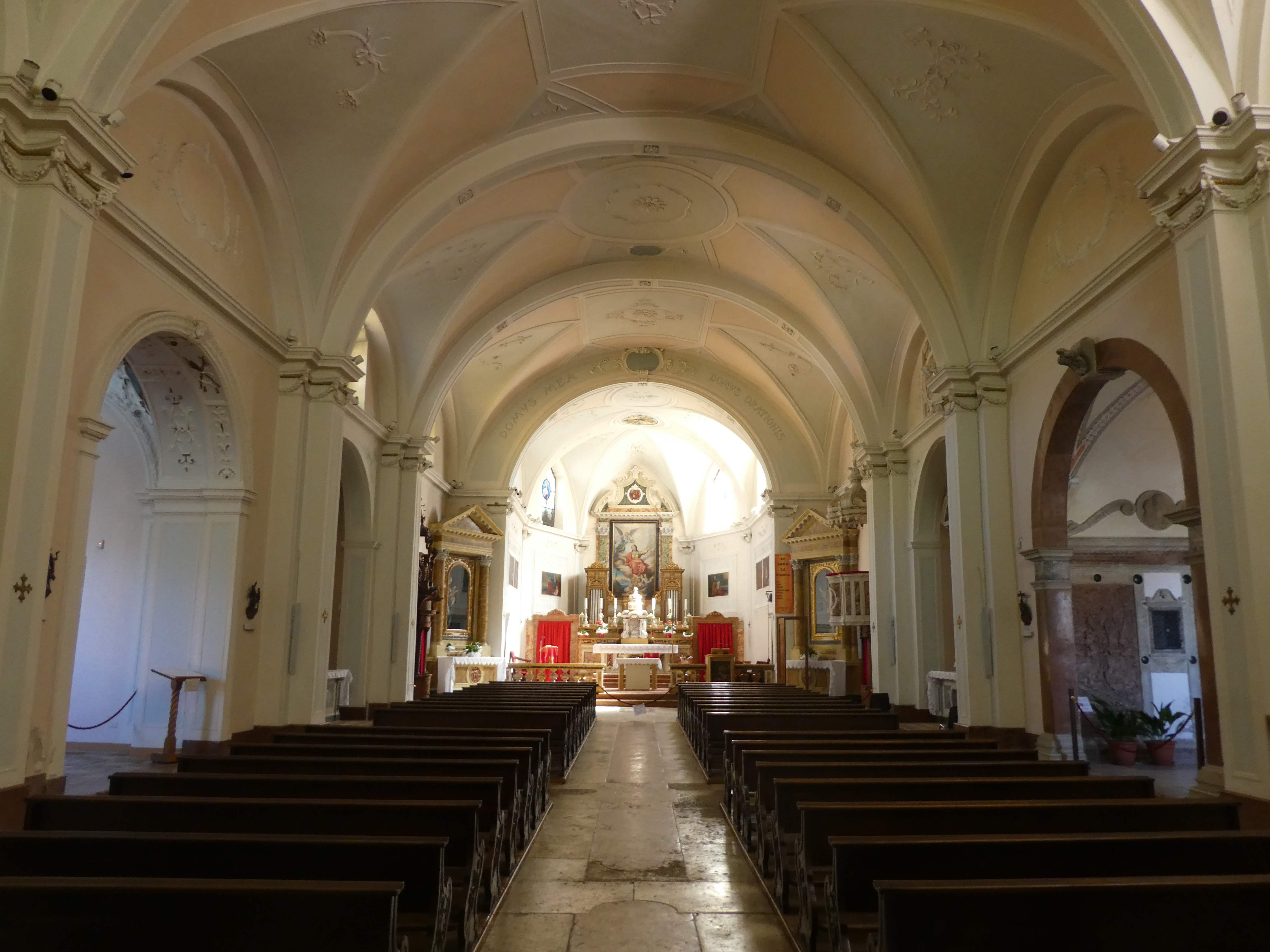
Interno

Sembra che l'originaria cappella di Besenello, citata per la prima volta nel 1242 e filiale della pieve di Volano, fosse stata edificata all'inizio del XIII secolo. Verso la fine del Quattrocento la chiesa venne eretta in parrocchiale ed ampliata. L'edificio fu poi ingrandito ed abbellito nel XVII secolo e consacrato il 13 agosto 1630. Nel 1708 alla chiesa venne concesso il titolo di arcipretale e, nel 1869, fu rifatto il pavimento. L'attuale parrocchiale venne costruita tra il 1891 ed il 1899 su impulso dell'allora parroco don Giovanni Tecilla; la facciata fu progettata da Luigi Obrelli. Tra il 1964 ed il 1967 la chiesa subì importanti lavori di restauro e di risanamento; fu pure rifatta la cuspide del campanile. Infine, tra il 1999 ed il 2001 la parrocchiale venne nuovamente ristrutturata.